# Henry Grey (3. hrabia Grey)
Henry George Grey, 3. hrabia Grey KG, GCMG (ur. 28 grudnia 1802, zm. 9 października 1894) – brytyjski arystokrata i polityk, członek stronnictwa wigów, minister w rządach lorda Melbourne'a i lorda Johna Russella.

## Rodzina
Był najstarszym synem Charlesa Greya, 2. hrabiego Grey, i Mary Elizabeth Ponsonby, córki 1. barona Ponsonby. Od 1807 r. znany był pod tytułem grzecznościowym „wicehrabiego Howick”. Studiował w Trinity College na Uniwersytecie Cambridge. Studia ukończył z tytułem magistra w 1821 r.
W 1826 r. został wybrany do Izby Gmin jako reprezentant okręgu Winchelsea. W 1830 r. zmienił okręg wyborczy na Higham Ferrers. W latach 1831–1832 reprezentował okręg wyborczy Northumberland, a następnie jego północną część. W 1841 r. zmienił okręg wyborczy na Sunderland.
Kiedy w 1830 r. ojciec Howicka został premierem, młody Grey został podsekretarzem stanu w Ministerstwie Wojny i Kolonii. 9 sierpnia 1832 r. poślubił Marię Copley (zm. 14 września 1879), córkę sir Josepha Copleya, 3. baroneta. Małżonkowie nie mieli razem dzieci. Po śmierci Henry’ego tytuł hrabiowski odziedziczył jego bratanek, Albert. W 1833 r. otrzymał stanowisko w Ministerstwie Spraw Wewnętrznych. Zrezygnował w 1834 r. W latach 1835–1839 był sekretarzem ds. wojny. Po śmierci ojca w 1845 r. odziedziczył tytuł 3. hrabiego Grey i zasiadł w Izbie Lordów. W latach 1846–1852 był ministrem wojny i kolonii. Głosił zasadę, że należy zarządzać koloniami dla ich własnego dobra, odstąpił jednak od niej odnośnie do Przylądka Dobrej Nadziei.
Lord Grey był jednym z kandydatów na ministra wojny w okresie wojny krymskiej, ale nigdy nie sprawował już żadnego stanowiska państwowego. W latach 1847–1878 był Lordem Namiestnikiem Northumberlandu. W 1853 r. otrzymał Order Podwiązki. W 1869 r. został odznaczony Krzyżem Wielkim Orderu św. Michała i św. Jerzego. W 1886 r. zerwał z Partią Liberalną, kiedy liberałowie przedstawili projekt ustawy przyznającej Irlandii autonomię.